# Pica-pau-de-peito-estriado
Pica-pau-de-peito-estriado ou pica-pau-estriado (Dendrocopos atratus) é uma espécie de ave da família Picidae. Ocorre no Sueste Asiático em floresta tropical e subtropical húmida e em floresta de montanha.